# Woskownica
Woskownica (Myrica L.) – rodzaj roślin należący do rodziny woskownicowatych (Myricaceae). W zależności od ujęcia systematycznego należą tu tylko dwa gatunki albo ok. 55. W wąskim ujęciu należy tu tylko woskownica europejska M. gale występująca w Ameryce Północnej, północnej Europie i północno-wschodniej Azji oraz Myrica hartwegii – endemit Kalifornii. Zasięg rodzaju w szerokim ujęciu obejmuje różne kontynenty z wyjątkiem Antarktydy i Australii, ale jest bardzo porozrywany i zwykle brak tych roślin na rozległych obszarach lądowych wewnątrz kontynentów o klimacie ciepłym. W Polsce spotykana jest w naturze tylko woskownica europejska. Myrica faya uznana została za jeden ze 100 najbardziej inwazyjnych gatunków na świecie.
Woskownica europejska stosowana była w piwowarstwie do aromatyzowania i zwiększenia pienienia się piwa. Była też wykorzystywana jako repelent, roślina barwierska, w garbarstwie i do celów leczniczych.
Z pozostałych gatunków część dostarcza jadalnych owoców (M. esculenta, M. rubra). Wosk znajdujący się na owocach M. cerifera i M. pensylvanica był pozyskiwany po ich wygotowaniu i służył do wyrobu świec i mydeł. 

## Systematyka
Pozycja systematyczna

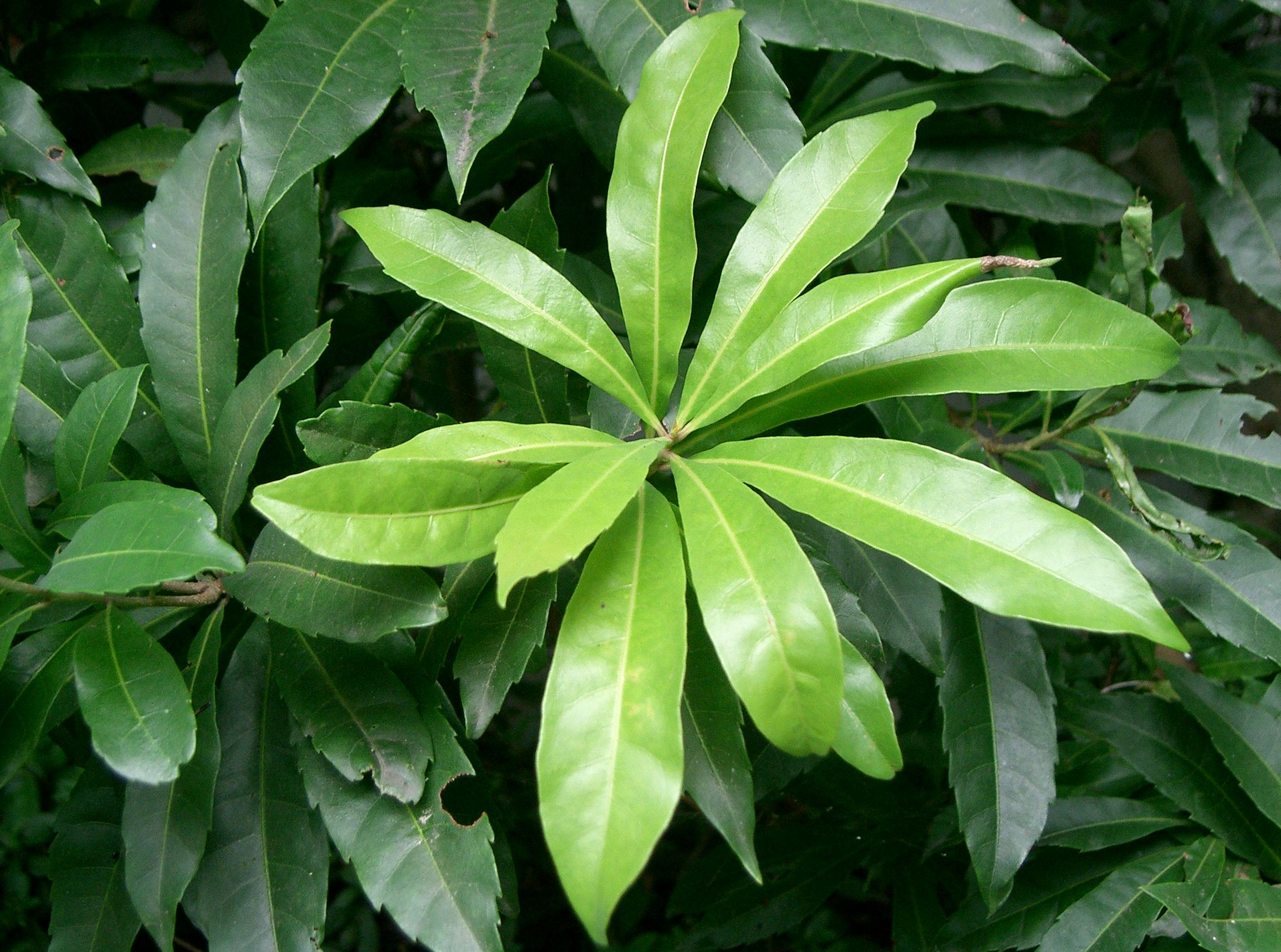
Myrica rubra

Rodzaj z rodziny woskownicowate z rzędu bukowców. Rodzaj spokrewniony jest najbliżej z rodzajem komptonia Comptonia, który czasem zresztą jest tu włączany. Niektóre analizy molekularne wskazują na to, że grupą siostrzaną Comptonia są tylko dwa gatunki z rodzaju Myrica – te które są tu zaliczane w jego wąskim ujęciu – woskownica europejska M. gale i M. hartwegii. Pozostałe gatunki w konsekwencji przenoszone są rodzaju Morella.
Wykaz gatunków w wąskim ujęciu systematycznym
- Myrica gale L. – woskownica europejska
- Myrica hartwegii S.Watson

Wykaz gatunków w szerokim ujęciu
- Myrica adenophora Hance
- Myrica arborea Hutch.
- Myrica brevifolia E.Mey. ex C.DC.
- Myrica cacuminis Britton & P.Wilson
- Myrica californica Cham.
- Myrica caroliniensis Mill.
- Myrica cerifera L.
- Myrica chevalieri (Parra-Os.) Christenh. & Byng
- Myrica chimanimaniana (Verdc. & Polhill) Christenh. & Byng
- Myrica cordifolia L.
- Myrica dentulata Baill.
- Myrica esculenta Buch.-Ham. ex D.Don
- Myrica faya Aiton
- Myrica funckii A.Chev.
- Myrica gale L. – woskownica europejska
- Myrica goetzei Engl.
- Myrica hartwegii S.Watson
- Myrica holdridgeana Lundell
- Myrica humilis Cham.
- Myrica inodora W.Bartram
- Myrica integra (A.Chev.) Killick
- Myrica integrifolia Roxb.
- Myrica interrupta Benth.
- Myrica javanica Blume
- Myrica kandtiana Engl.
- Myrica kilimandscharica Engl.
- Myrica kraussiana Buchinger
- Myrica lindeniana C.DC.
- Myrica meyeri-johannis Engl.
- Myrica microbracteata Weim.
- Myrica mildbraedii Engl.
- Myrica nana A.Chev.
- Myrica parvifolia Benth.
- Myrica pavonis C.DC.
- Myrica pensylvanica Mirb. – woskownica pensylwańska
- Myrica phanerodonta Standl.
- Myrica picardae Krug & Urb.
- Myrica pilulifera Rendle
- Myrica pringlei Greenm.
- Myrica pubescens Humb. & Bonpl. ex Willd.
- Myrica punctata Griseb.
- Myrica quercifolia L.
- Myrica rotundata Steyerm. & Maguire
- Myrica rubra (Lour.) Siebold & Zucc.
- Myrica salicifolia Hochst. ex A.Rich.
- Myrica serrata Lam.
- Myrica shaferi Urb. & Britton
- Myrica singularis Parra-Os.
- Myrica spathulata Mirb.